# Collegio di Ealing Southall
Ealing Southall è un collegio elettorale situato nella Grande Londra, e rappresentato alla Camera dei comuni del Parlamento del Regno Unito. Elegge un membro del parlamento con il sistema first-past-the-post, ossia maggioritario a turno unico; l'attuale parlamentare è Deirdre Costigan del Partito Laburista, che rappresenta il collegio dal 2024.

## Estensione

Ealing Southall dal 2010 al 2024

- 1983–1997: i ward del borgo londinese di Ealing di Dormers Wells, Elthorne, Glebe, Mount Pleasant, Northcote, Northfield, Walpole e Waxlow.
- 1997–2010: i ward del borgo londinese di Ealing di Dormers Wells, Ealing Common, Elthorne, Glebe, Mount Pleasant, Northcote, Northfield, Walpole e Waxlow.
- 2010–2024: i ward del borgo londinese di Ealing di Dormers Wells, Elthorne, Lady Margaret, Northfield, Norwood Green, Southall Broadway e Southall Green.
- dal 2024: i ward del borgo londinese di Ealing di  Dormers Wells, Hanwell Broadway, Lady Margaret, Northfield, Norwood Green, Southall Broadway, Southall Green, Southall West e Walpole.[1]

Il collegio comprende la parte sud-occidentale del borgo londinese di Ealing ed è attraversato dalla ferrovia Great Western Main Line. Gli altri collegi che coprono Ealing sono Ealing North e Ealing Central and Acton.

## Membri del parlamento
| Elezione | Elezione         | Deputato    | Partito   |
| -------- | ---------------- | ----------- | --------- |
|          | 1983             | Syd Bidwell | Laburista |
| 1992     | Piara Khabra     |             | Laburista |
| 2007 (S) | Virendra Sharma  |             | Laburista |
| 2024     | Deirdre Costigan |             | Laburista |

## Elezioni

### Elezioni negli anni 2020
| Partito                    | Partito                                | Candidato                  | Risultati 4 luglio 2024 | Risultati 4 luglio 2024 |
| Partito                    | Partito                                | Candidato                  | Voti                    | %                       |
| -------------------------- | -------------------------------------- | -------------------------- | ----------------------- | ----------------------- |
|                            | Laburista                              | Deirdre Costigan           | 23 000                  | 49,13                   |
|                            | Conservatore                           | Georgie Callé              | 7 207                   | 15,39                   |
|                            | Verdi                                  | Neil Reynolds              | 4 356                   | 9,30                    |
|                            | Workers                                | Darshan Azad               | 4 237                   | 9,05                    |
|                            | Lib Dem                                | Tariq Mahmood              | 2 832                   | 6,05                    |
|                            | Reform UK                              | Steve Chilcott             | 2 585                   | 5,52                    |
|                            | —                                      | Niko Omilana               | 740                     | 1,58                    |
|                            | Indipendente                           | Sangeet Bhail              | 557                     | 1,19                    |
|                            | Rejoin EU                              | Peter Ward                 | 475                     | 1,01                    |
|                            | Indipendente                           | Joe Bhangu                 | 319                     | 0,68                    |
|                            | —                                      | Jaginder Singh             | 295                     | 0,63                    |
|                            | Indipendente                           | Pedro Da Conceicao         | 213                     | 0,45                    |
|                            |                                        |                            |                         |                         |
| Iscritti                   | Iscritti                               | Iscritti                   | 78 669                  | 100,00                  |
| ↳ Votanti (% su iscritti)  | ↳ Votanti (% su iscritti)              | ↳ Votanti (% su iscritti)  | 46 816                  | 59,51                   |
| ↳ Astenuti (% su iscritti) | ↳ Astenuti (% su iscritti)             | ↳ Astenuti (% su iscritti) | 31 853                  | 40,49                   |
|                            |                                        |                            |                         |                         |
|                            | Esito: collegio confermato a Laburista |                            |                         |                         |

### Elezioni negli anni 2010
| Partito                    | Partito                                | Candidato                  | Risultati 12 dicembre 2019 | Risultati 12 dicembre 2019 |
| Partito                    | Partito                                | Candidato                  | Voti                       | %                          |
| -------------------------- | -------------------------------------- | -------------------------- | -------------------------- | -------------------------- |
|                            | Laburista                              | Virendra Sharma            | 25 678                     | 60,82                      |
|                            | Conservatore                           | Tom Bennett                | 9 594                      | 22,73                      |
|                            | Lib Dem                                | Tariq Mahmood              | 3 933                      | 9,32                       |
|                            | Verdi                                  | Darren Moore               | 1 688                      | 4,00                       |
|                            | Brexit                                 | Rosamund Beattie           | 867                        | 2,05                       |
|                            | Popoli Cristiani                       | Suzanne Fernandes          | 287                        | 0,68                       |
|                            | Rivoluzionario dei Lavoratori          | Hassan Zulkifal            | 170                        | 0,40                       |
|                            |                                        |                            |                            |                            |
| Iscritti                   | Iscritti                               | Iscritti                   | 64 581                     | 100,00                     |
| ↳ Votanti (% su iscritti)  | ↳ Votanti (% su iscritti)              | ↳ Votanti (% su iscritti)  | 42 217                     | 65,37                      |
| ↳ Astenuti (% su iscritti) | ↳ Astenuti (% su iscritti)             | ↳ Astenuti (% su iscritti) | 22 364                     | 34,63                      |
|                            |                                        |                            |                            |                            |
|                            | Esito: collegio confermato a Laburista |                            |                            |                            |

| Partito                    | Partito                                | Candidato                  | Risultati 8 giugno 2017 | Risultati 8 giugno 2017 |
| Partito                    | Partito                                | Candidato                  | Voti                    | %                       |
| -------------------------- | -------------------------------------- | -------------------------- | ----------------------- | ----------------------- |
|                            | Laburista                              | Virendra Sharma            | 31 720                  | 70,26                   |
|                            | Conservatore                           | Fabio Conti                | 9 630                   | 21,33                   |
|                            | Lib Dem                                | Nigel Bakhai               | 1 892                   | 4,19                    |
|                            | Verdi                                  | Peter Ward                 | 1 037                   | 2,30                    |
|                            | UKIP                                   | John Poynton               | 504                     | 1,12                    |
|                            | Rivoluzionario dei Lavoratori          | Arjinder Thiara            | 362                     | 0,80                    |
|                            |                                        |                            |                         |                         |
| Iscritti                   | Iscritti                               | Iscritti                   | 65 188                  | 100,00                  |
| ↳ Votanti (% su iscritti)  | ↳ Votanti (% su iscritti)              | ↳ Votanti (% su iscritti)  | 45 145                  | 69,25                   |
| ↳ Astenuti (% su iscritti) | ↳ Astenuti (% su iscritti)             | ↳ Astenuti (% su iscritti) | 20 043                  | 30,75                   |
|                            |                                        |                            |                         |                         |
|                            | Esito: collegio confermato a Laburista |                            |                         |                         |

| Partito                    | Partito                                | Candidato                  | Risultati 7 maggio 2015 | Risultati 7 maggio 2015 |
| Partito                    | Partito                                | Candidato                  | Voti                    | %                       |
| -------------------------- | -------------------------------------- | -------------------------- | ----------------------- | ----------------------- |
|                            | Laburista                              | Virendra Sharma            | 28 147                  | 64,97                   |
|                            | Conservatore                           | James Symes                | 9 387                   | 21,67                   |
|                            | Verdi                                  | Jas Mahal                  | 2 007                   | 4,63                    |
|                            | UKIP                                   | John Poynton               | 1 769                   | 4,08                    |
|                            | Lib Dem                                | Kavya Kaushik              | 1 550                   | 3,58                    |
|                            | Liberale Nazionale                     | Jagdeesh Singh             | 461                     | 1,06                    |
|                            |                                        |                            |                         |                         |
| Iscritti                   | Iscritti                               | Iscritti                   | 65 606                  | 100,00                  |
| ↳ Votanti (% su iscritti)  | ↳ Votanti (% su iscritti)              | ↳ Votanti (% su iscritti)  | 43 321                  | 66,03                   |
| ↳ Astenuti (% su iscritti) | ↳ Astenuti (% su iscritti)             | ↳ Astenuti (% su iscritti) | 22 285                  | 33,97                   |
|                            |                                        |                            |                         |                         |
|                            | Esito: collegio confermato a Laburista |                            |                         |                         |

| Partito                    | Partito                                | Candidato                  | Risultati 6 maggio 2010 | Risultati 6 maggio 2010 |
| Partito                    | Partito                                | Candidato                  | Voti                    | %                       |
| -------------------------- | -------------------------------------- | -------------------------- | ----------------------- | ----------------------- |
|                            | Laburista                              | Virendra Sharma            | 22 024                  | 51,51                   |
|                            | Conservatore                           | Gurcharan Singh            | 12 733                  | 29,78                   |
|                            | Lib Dem                                | Nigel Bakhai               | 6 383                   | 14,93                   |
|                            | Verdi                                  | Suneil Basu                | 705                     | 1,65                    |
|                            | Cristiano                              | Mehboob Anil               | 503                     | 1,18                    |
|                            | Democratici                            | Sati Chaggar               | 408                     | 0,95                    |
|                            |                                        |                            |                         |                         |
| Iscritti                   | Iscritti                               | Iscritti                   | 66 970                  | 100,00                  |
| ↳ Votanti (% su iscritti)  | ↳ Votanti (% su iscritti)              | ↳ Votanti (% su iscritti)  | 42 756                  | 63,84                   |
| ↳ Astenuti (% su iscritti) | ↳ Astenuti (% su iscritti)             | ↳ Astenuti (% su iscritti) | 24 214                  | 36,16                   |
|                            |                                        |                            |                         |                         |
|                            | Esito: collegio confermato a Laburista |                            |                         |                         |

### Elezioni negli anni 2000
| Partito                    | Partito                                | Candidato                  | Risultati 19 luglio 2007 | Risultati 19 luglio 2007 |
| Partito                    | Partito                                | Candidato                  | Voti                     | %                        |
| -------------------------- | -------------------------------------- | -------------------------- | ------------------------ | ------------------------ |
|                            | Laburista                              | Virendra Sharma            | 15 188                   | 41,48                    |
|                            | Lib Dem                                | Nigel Bakhai               | 10 118                   | 27,63                    |
|                            | Conservatore                           | Tony Lit                   | 8 230                    | 22,48                    |
|                            | Verdi                                  | Sarah Edwards              | 1 135                    | 3,10                     |
|                            | Respect                                | Salvinder Dhillon          | 588                      | 1,61                     |
|                            | UKIP                                   | K. T. Rajan                | 285                      | 0,78                     |
|                            | Voto Cristiano                         | Yaqub Masih                | 280                      | 0,76                     |
|                            | Indipendente                           | Jasdev Rai                 | 275                      | 0,75                     |
|                            | Monster Raving Loony                   | John Cartwright            | 188                      | 0,51                     |
|                            | Democratici                            | Sati Chaggar               | 152                      | 0,42                     |
|                            | Indipendente                           | Gulbash Singh              | 92                       | 0,25                     |
|                            | Indipendente                           | Kuldeep Grewal             | 87                       | 0,24                     |
|                            |                                        |                            |                          |                          |
| Iscritti                   | Iscritti                               | Iscritti                   | 85 262                   | 100,00                   |
| ↳ Votanti (% su iscritti)  | ↳ Votanti (% su iscritti)              | ↳ Votanti (% su iscritti)  | 36 618                   | 42,95                    |
| ↳ Astenuti (% su iscritti) | ↳ Astenuti (% su iscritti)             | ↳ Astenuti (% su iscritti) | 48 644                   | 57,05                    |
|                            |                                        |                            |                          |                          |
|                            | Esito: collegio confermato a Laburista |                            |                          |                          |

| Partito                    | Partito                                | Candidato                  | Risultati 5 maggio 2005 | Risultati 5 maggio 2005 |
| Partito                    | Partito                                | Candidato                  | Voti                    | %                       |
| -------------------------- | -------------------------------------- | -------------------------- | ----------------------- | ----------------------- |
|                            | Laburista                              | Piara Khabra               | 22 937                  | 48,76                   |
|                            | Lib Dem                                | Nigel Bakhai               | 11 497                  | 24,44                   |
|                            | Conservatore                           | Mark D.Y. Nicholson        | 10 147                  | 21,57                   |
|                            | Verdi                                  | Sarah J. Edwards           | 2 175                   | 4,62                    |
|                            | Rivoluzionario dei Lavoratori          | Malkiat Bilku              | 289                     | 0,61                    |
|                            |                                        |                            |                         |                         |
| Iscritti                   | Iscritti                               | Iscritti                   | 83 246                  | 100,00                  |
| ↳ Votanti (% su iscritti)  | ↳ Votanti (% su iscritti)              | ↳ Votanti (% su iscritti)  | 47 045                  | 56,51                   |
| ↳ Astenuti (% su iscritti) | ↳ Astenuti (% su iscritti)             | ↳ Astenuti (% su iscritti) | 36 201                  | 43,49                   |
|                            |                                        |                            |                         |                         |
|                            | Esito: collegio confermato a Laburista |                            |                         |                         |

| Partito                    | Partito                                | Candidato                  | Risultati 7 giugno 2001 | Risultati 7 giugno 2001 |
| Partito                    | Partito                                | Candidato                  | Voti                    | %                       |
| -------------------------- | -------------------------------------- | -------------------------- | ----------------------- | ----------------------- |
|                            | Laburista                              | Piara Khabra               | 22 239                  | 47,49                   |
|                            | Conservatore                           | Daniel Kawczynski          | 8 556                   | 18,27                   |
|                            | Indipendente                           | Avtar Lit                  | 5 764                   | 12,31                   |
|                            | Lib Dem                                | Baldev Sharma              | 4 680                   | 9,99                    |
|                            | Verdi                                  | Margaret Cook              | 2 119                   | 4,53                    |
|                            | Indipendente                           | Salvinder Singh Dhillon    | 1 214                   | 2,59                    |
|                            | Indipendente                           | Mushtaq Choudhry           | 1 166                   | 2,49                    |
|                            | Laburista Socialista                   | Harpal Brar                | 921                     | 1,97                    |
|                            | Indipendente                           | Mohammed Bhutta            | 169                     | 0,36                    |
|                            |                                        |                            |                         |                         |
| Iscritti                   | Iscritti                               | Iscritti                   | 82 373                  | 100,00                  |
| ↳ Votanti (% su iscritti)  | ↳ Votanti (% su iscritti)              | ↳ Votanti (% su iscritti)  | 46 828                  | 56,85                   |
| ↳ Astenuti (% su iscritti) | ↳ Astenuti (% su iscritti)             | ↳ Astenuti (% su iscritti) | 35 545                  | 43,15                   |
|                            |                                        |                            |                         |                         |
|                            | Esito: collegio confermato a Laburista |                            |                         |                         |

## Risultati dei referendum

### Referendum sulla permanenza del Regno Unito nell'Unione europea del 2016
|             | Collegio        | Lasciare UE % | Rimanere in UE % |
| ----------- | --------------- | ------------- | ---------------- |
|             | Ealing Southall | 41,8%         | 58,2%            |
|             | Inghilterra     | 53,3%         | 46,7%            |
| Regno Unito | 51,9%           | 48,1%         |                  |